# کیف ال‌وی
«کیف ال‌وی» (انگلیسی: LV Bag) ترانه‌ای از دان تالیور، رپر و خواننده آمریکایی با حضور جی-هوپ، رپر اهل کره جنوبی از گروه بی‌تی‌اس و فارل ویلیامز، موسیقی‌دان آمریکایی است که در ۲۱ فوریه ۲۰۲۵ توسط کاکتوس جک و آتلانتیک رکوردز به صورت تک‌آهنگ منتشر شد. در این اثر، تالیور کیف دستی برند لویی ویتون خود به نام «اسپیدی» را نیز به عنوان هنرمند معرفی کرده است. تمامی هنرمندان به جز اسپیدی در نوشتن ترانه مشارکت داشته‌اند و فارل ویلیامز وظیفهٔ تهیه‌کنندگی آن را بر عهده داشته است.

## پیش‌زمینه و تبلیغ
در ۲۱ ژانویه ۲۰۲۵، این ترانه برای نخستین بار در هفته مد پاریس پخش شد؛ جایی که فارل ویلیامز به همراه نیگو، طراح مد ژاپنی، در طی نمایش مد روی صحنه قدم زدند و عنوان ترانه آشکار شد. دان تالیور در ۱۷ فوریه با انتشار یک تیزر ویدئویی، تاریخ انتشار ترانه را اعلام کرد.

## جدول‌های موسیقی
| جدول (۲۰۲۵)                                         | بالاترین جایگاه |
| --------------------------------------------------- | --------------- |
| کانادا (۱۰۰ تک‌آهنگ داغ کانادا)                      | ۹۵              |
| ۲۰۰ آهنگ جهانی (بیلبورد)                            | ۴۸              |
| Japan Hot Overseas (بیلبورد ژاپن)                   | ۸               |
| تک‌آهنگ‌های داغ نیوزیلند (آرام‌ان‌زی)                   | ۸               |
| تک‌آهنگ‌های بریتانیا (اوسی‌سی)                         | ۹۳              |
| بیلبورد هات ۱۰۰ ایالات متحده                        | ۸۳              |
| ترانه‌های داغ آراندبی/هیپ-هاپ ایالات متحده (بیلبورد) | ۲۷              |